# Unciala
Unciala ali uncialna pisava je grška in latinska pisava z enako visokimi zaokroženimi vélikimi črkami, ki se je uporabljala od 4. do 8. stoletja. Danes se uporablja za velike začetne črke, prevzete iz te pisave.

## Sklic
1. 1 2  SSKJ